# Johann I. (Zypern)
Johann I. von Zypern beziehungsweise Johann II. von Jerusalem (* um 1256; † 20. Mai 1285) war der Sohn von Hugo III., König von Zypern, und Isabella von Ibelin. Nach dem Tod seines Vaters wurde er am 11. Mai 1284 in Nikosia gekrönt. Seine Nachfolge im Königreich Jerusalem wurden von Karl von Anjou bekämpft, der sich auch der Regierung seines Vaters widersetzt hatte.
Johann starb im folgenden Mai unverheiratet und kinderlos. Er wurde in der Kirche St. Demetrius in Nikosia begraben. Nach einigen Quellen wurde er von seinen Brüdern vergiftet, von denen einer, Heinrich II., ihm in Zypern und Jerusalem folgte.